# 조선독립신문
조선독립신문(朝鮮獨立新聞)은 1919년 3월 1일에 보성사에서 몰래 발간한 신문이었다. 민족대표 33인의 한 사람인 이종일이 발간을 시작했다.
나중에 보성사가 폐쇄되자 이 신문도 저절로 폐간되었다. 폐간된 신문은, 몰래 다시 등사기로 찍어냈다. 그러나 현재는 이 신문이 언제 폐간되었는지, 또 몇 호로 구성되었는지는 알려져 있지 않다.